# Tutenstein
Tutenstein es una serie estadounidense de televisión ganadora del Emmy, producida por Porchlight Entertainment para Discovery Kids (también fue emitida por Jetix en varios países de Europa). La serie empezó a transmitirse a partir del 1° de noviembre de 2003. La serie de media hora incluye a una joven momia llamada "Tutankhensetamun" (basado en Tutankhamun y usualmente llamado "Tutenstein" como en el título) quien fue despertado 3,000 años después de su accidental muerte y ahora debe enfrentarse con el hecho de que su reino ya no está. La serie está basada en la idea de Jay Stephens. El nombre es una combinación entre   Tutankhamun y Frankenstein. El 11 de octubre de 2008 una película para televsión titulada Tutenstein: Clash of the Pharaohs salió al aire en Discovery Kids.
La compañía de producción, PorchLight Entertainment, se ganó en Los Ángeles, California, un Emmy por la primera y segunda temporada de esta serie.

## Personajes

### Tutankhensetamun ("Tut")
Una muy ruda, cuidadosa y egoísta momia. Vivió una perezosa vida y tuvo a su mejor amigo Nutka. Comúnmente ambos le juegan bromas a los otros niños de Egipto.
La voz de Tut es de Jeannie Elias.

## Premios y nominaciones
| Año  | Premio               | Categoría                                      | Nominados  | Resultado |
| ---- | -------------------- | ---------------------------------------------- | ---------- | --------- |
| 2004 | Premios Daytime Emmy | Programa animado excepcional de clase especial | Tutenstein | Ganador   |
| 2006 | Premios Daytime Emmy | Programa animado excepcional de clase especial | Tutenstein | Nominado  |
| 2007 | Premios Daytime Emmy | Programa animado excepcional de clase especial | Tutenstein | Ganador   |